# 丰城南站
丰城南站，位于中华人民共和国江西省宜春市丰城市荣塘镇，是京九铁路上的火车站，建于1996年，由南昌铁路局南昌车务段管辖。

## 車站周邊
- 格林美城市矿产资源循环产业园

## 歷史
- 建于1996年。

## 外部連結
- 中国铁路客户服务中心（页面存档备份，存于）